# 羽後信用金庫
羽後信用金庫（うごしんようきんこ、英語：Ugo Shinkin Bank）は、秋田県由利本荘市に本店を置く信用金庫である。

## 概要
2009年7月13日、地銀やゆうちょ銀行との顧客獲得競争が激しくなる中、合併によって重複するコストを削減し、経営基盤の強化を図ることを目的に秋田ふれあい信用金庫と合併した。合併に先立ち、同年3月31日、秋田ふれあい信金は金融市場の混乱による有価証券の減損処理と不良債権処理を行うことによって自己資本が目減りするため、信金中央金庫を引受先とする30億円程度の優先出資証券を発行している。当時預金量が3位であった羽後信金と2位の秋田ふれあい信金が合併したことによっては県内に本拠を置く信金界では預金量は首位となり、また、東北6県の信金界でも中堅規模の業容となった。合併後、定款に秋田県全域を営業エリアとして定めた。
2014年5月19日に、本店を新築移転した。本部は本店旧所在地に留まる。

## 店舗展開
秋田ふれあい信金との合併時、既存店の統合は行わなかった。店舗名称については、本店店舗ではなくなるふれあいの本店と双方の横手支店に名称の重複が見られるため、合併時に2店舗は改称した。
羽後信用金庫の名称となった時点で、旧・矢島信用金庫と合併して発足した経緯から、旧本荘市に本店がある信用金庫ではあるが、本荘支店が存在する。

## 沿革
旧鳥海信用金庫
- 1948年（昭和23年）4月11日 - 本荘町商工協同組合として発足。
- 1950年（昭和25年）2月 - 中小企業等協同組合法による信用組合に組織変更。
- 1953年（昭和28年）6月 - 信用金庫法に基づき本荘信用金庫に改組。
- 1962年（昭和37年）3月20日 - 仁賀保支店開設。
- 1965年（昭和40年）4月20日 - 駅前出張所開設。
- 1967年（昭和42年）8月1日 - 大内支店開設。
- 1968年（昭和43年）7月 - 駅前出張所を駅前支店に昇格。
- 1972年（昭和47年）10月16日
  - 湯沢信用組合と合併し、鳥海信用金庫と改称。
  - 湯沢支店開設。
  - 駅前支店を本荘駅前支店と改称。
- 1973年（昭和48年）10月1日 - 横手支店開設。
- 1976年（昭和51年）5月 - 本店新築開店。
- 1978年（昭和53年）4月10日 - 稲川支店開設。
- 1980年（昭和55年）
  - 4月 - 稲川支店新築移転。
  - 7月7日 - 御門支店開設。
  - 10月 - 仁賀保支店新築移転。
  - 11月 - 湯沢支店新築移転。
- 1985年（昭和60年）6月 - 御門支店改装移転。
- 1988年（昭和63年）5月6日 - 石脇支店開設。
- 1991年（平成3年）9月24日 - 象潟支店開設。
- 1992年（平成4年）11月 - 大内支店新築開店。

旧矢島信用金庫
- 1949年（昭和24年）1月 - 矢島町商工業協同組合を設立。
- 1950年（昭和25年）2月 - 中小企業等協同組合法による信用組合に組織変更。
- 1952年（昭和27年）3月 - 信用金庫法に基づき矢島信用金庫に改組。
- 1955年（昭和30年）7月1日 - 前郷支店（現由利支店）開設。
- 1958年（昭和33年）4月1日 - 鳥海支店開設。
- 1962年（昭和37年）12月7日 - 笹子出張所開設。
- 1963年（昭和38年）11月4日 - 東由利支店開設。
- 1968年（昭和43年）7月2日 - 本荘支店開設。
- 1971年（昭和46年）
  - 12月3日 - 笹子出張所廃止[4]。
  - 12月13日 - 象潟支店開設[4]。
- 1980年（昭和55年）12月 - 本荘支店新築移転。
- 1984年（昭和59年）4月18日 - 岩城支店開設。
- 1987年（昭和62年）2月23日 - 西目支店開設。
- 1990年（平成2年）
  - 3月 - 鳥海支店改築。
  - 11月 - 前郷（由利）支店改築。
- 1993年（平成5年）10月 - 東由利支店新築移転。

羽後信用金庫
- 1995年（平成7年）
  - 2月6日 - 鳥海信用金庫と矢島信用金庫が合併、羽後信用金庫に名称変更[5]。
  - 8月28日 - 本荘駅前支店を本荘支店に、象潟駅前支店を象潟支店に統合[5]。
  - 10月16日 - 川口支店開店[5]。
- 2008年（平成20年）6月2日 - 秋田銀行・秋田信用金庫・秋田ふれあい信用金庫・秋田県信用組合と相互出金提携（秋田あったかネット）を開始。
- 2009年（平成21年）7月13日 - 秋田ふれあい信用金庫と合併。
- 2014年（平成26年）5月19日 - 本店を由利本荘市本荘24番地から同市本荘13番地へ新築移転。
- 2016年（平成28年）12月26日 - 秋田信用金庫、信金中央金庫とともに秋田県と地域経済活性化に関する連携協定を締結[6]。
- 2018年（平成30年）10月9日 - 六郷支店を美郷支店に改称。
- 2023年（令和5年）
  - 7月10日 - 川口支店を本店にブランチインブランチ化[7]。
  - 7月18日 - 大曲東支店を大曲支店にブランチインブランチ化[7]。
  - 7月24日 - 横手支店を横手西支店の位置に移転し、横手西支店を横手支店にブランチインブランチ化[7]。
- 2025年（令和7年）
  - 3月10日 - 石脇支店を本店・川口支店にブランチインブランチ化。
  - 3月17日 - 能代南支店を能代支店にブランチインブランチ化。
  - 4月14日 - 大町支店を大曲南支店にブランチインブランチ化。

## totoの払い戻し店
スポーツ振興くじ(toto)の払戻は以下の店舗で行う。

| - 本店 - 仁賀保支店 - 湯沢支店 | - 大曲支店(販売業務も行っている) - 大曲南支店(販売業務も行っている) | - 能代支店・能代南支店(販売業務も行っている) - 八竜支店(販売業務も行っている) |

## ギャラリー

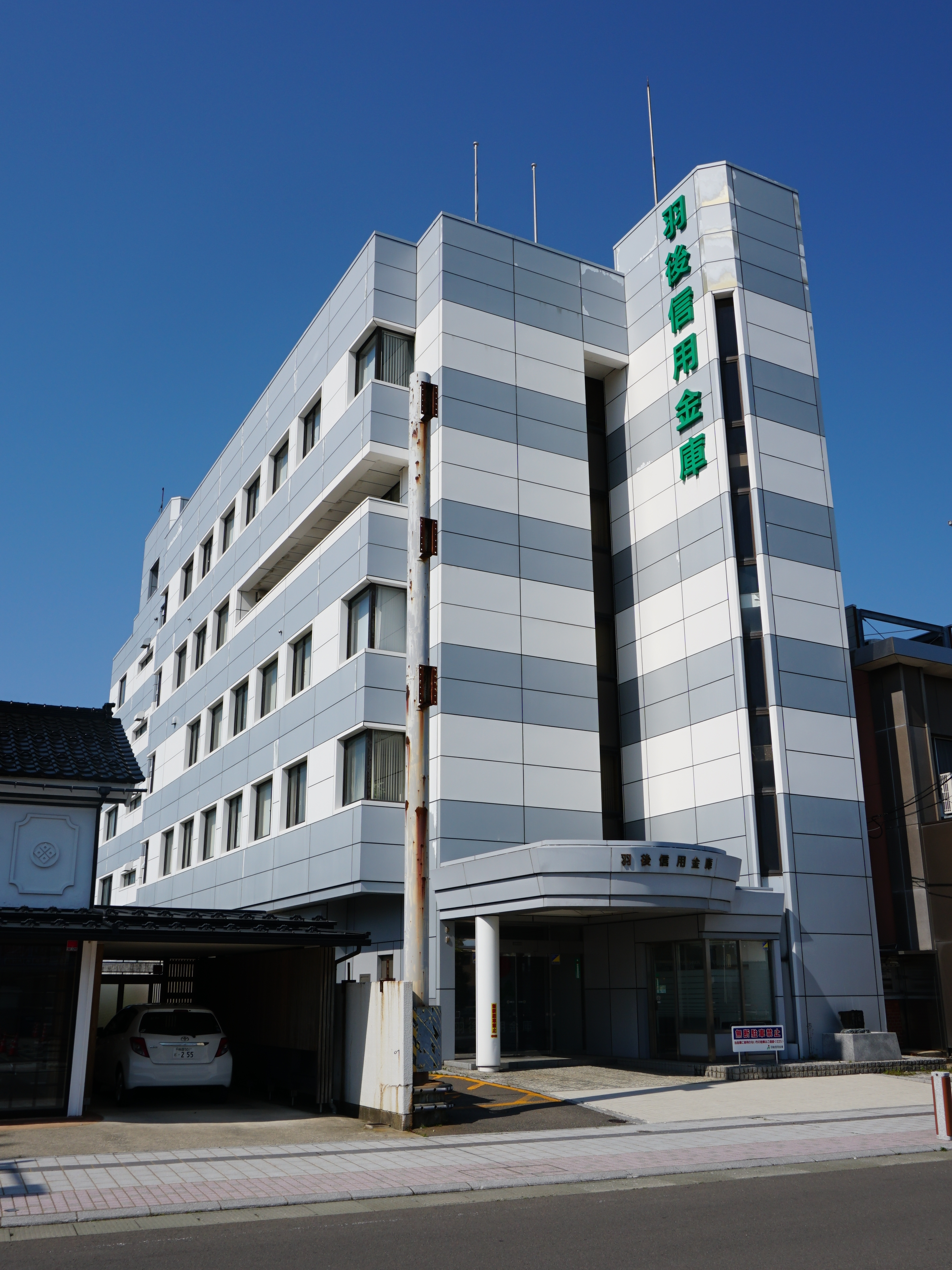
本部（旧・本店）
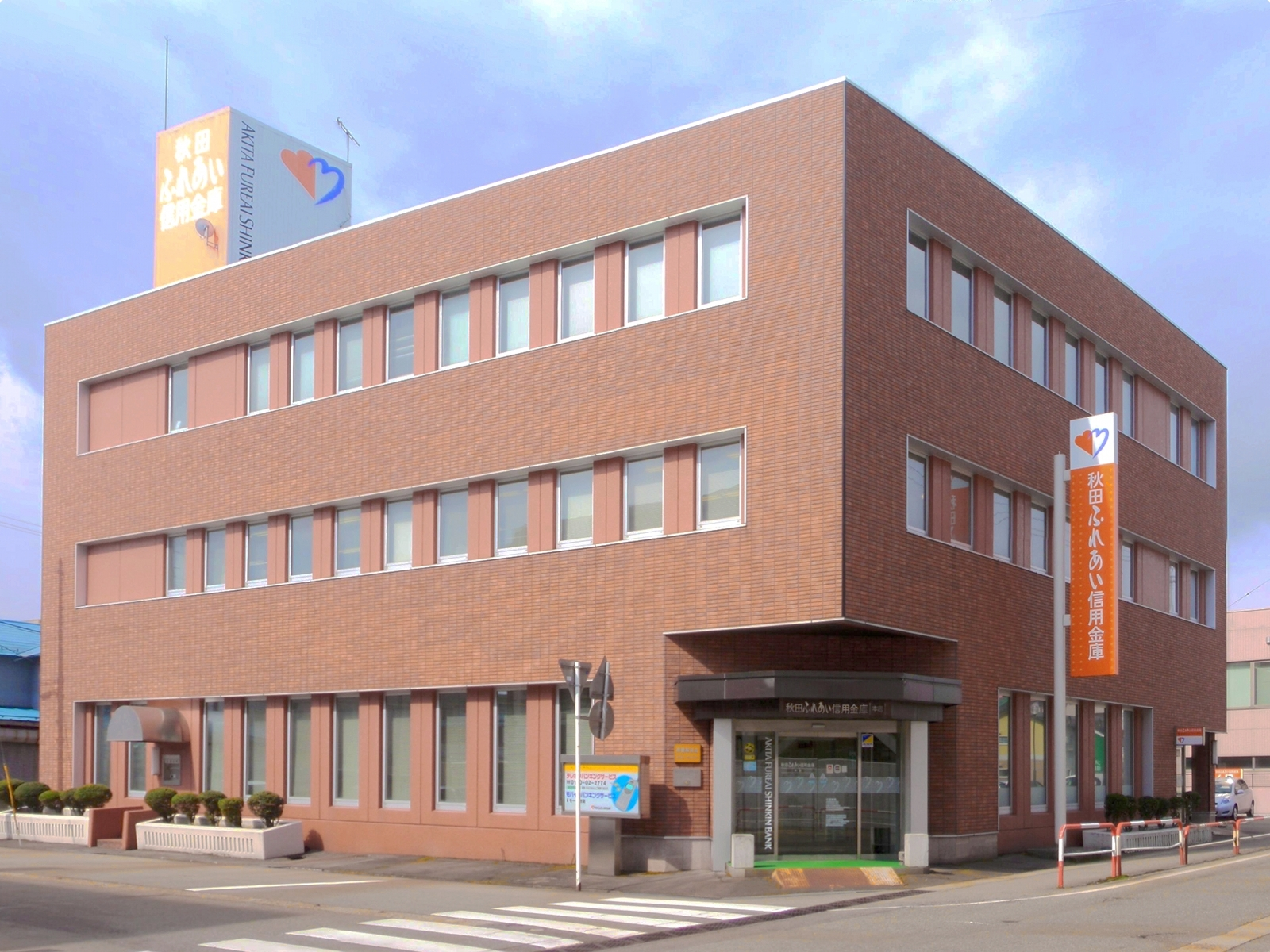
大曲支店（秋田ふれあい信用金庫本店時代）
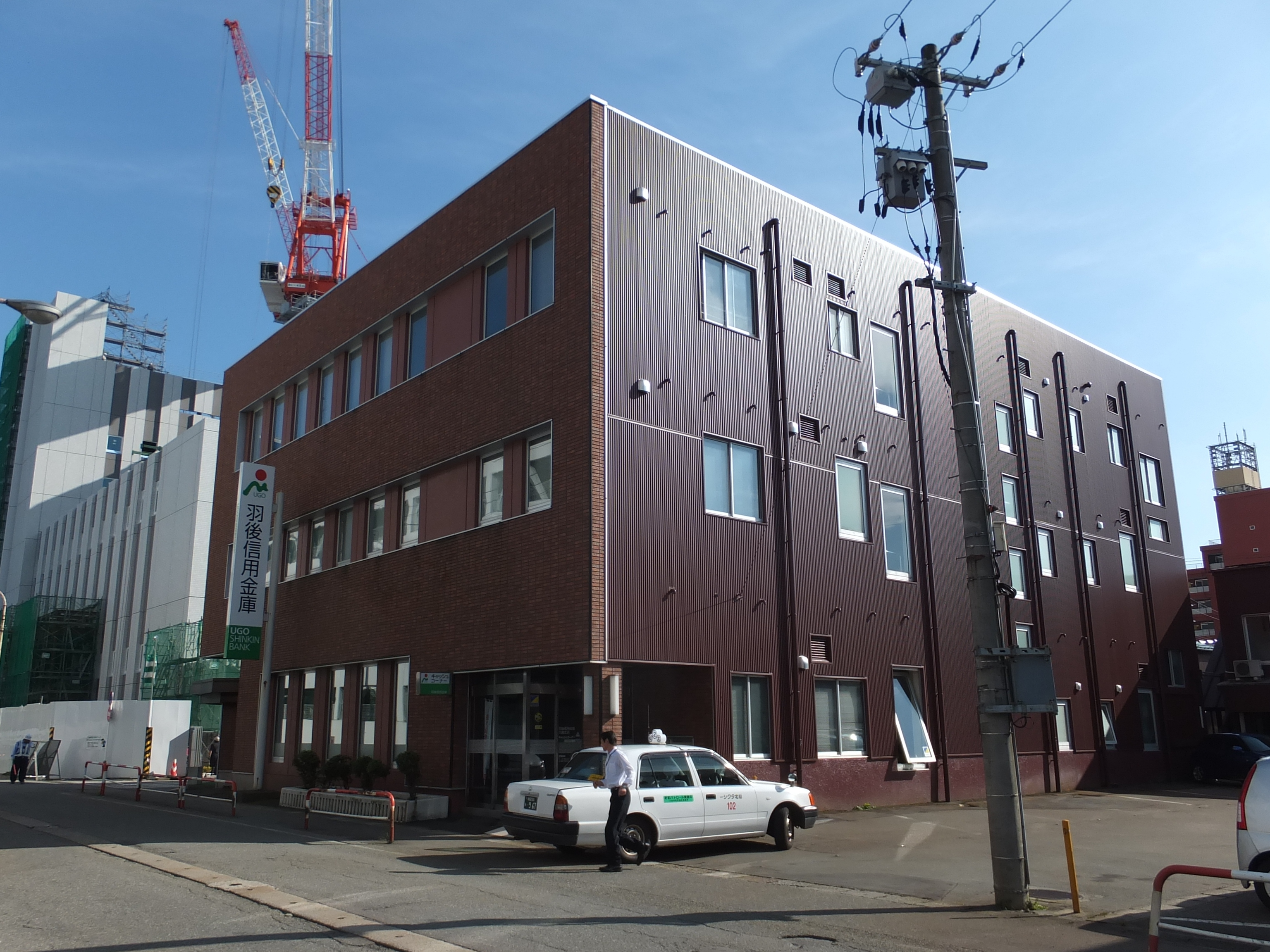
大曲支店・大曲東支店
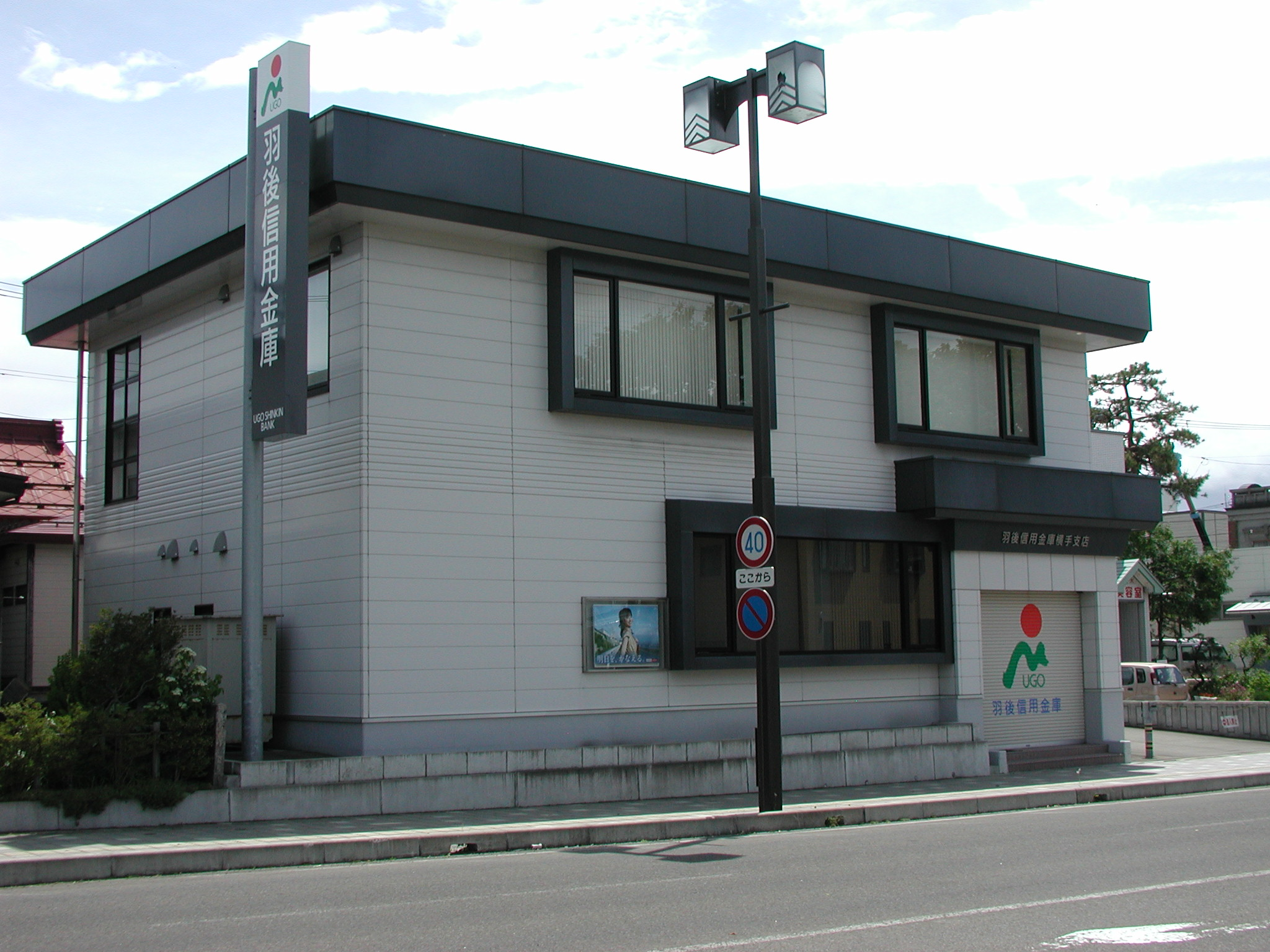
横手支店旧店舗
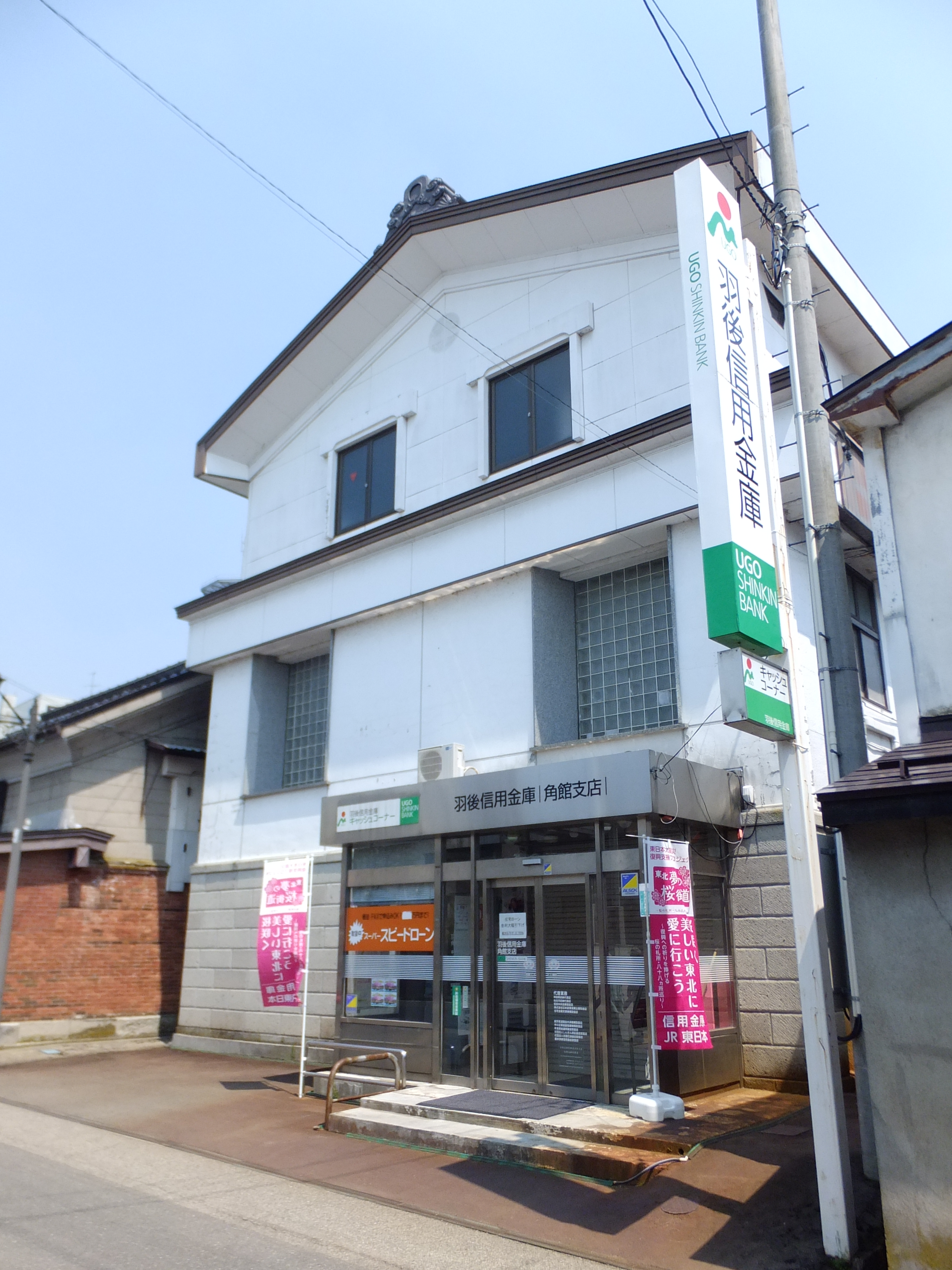
角館支店旧店舗
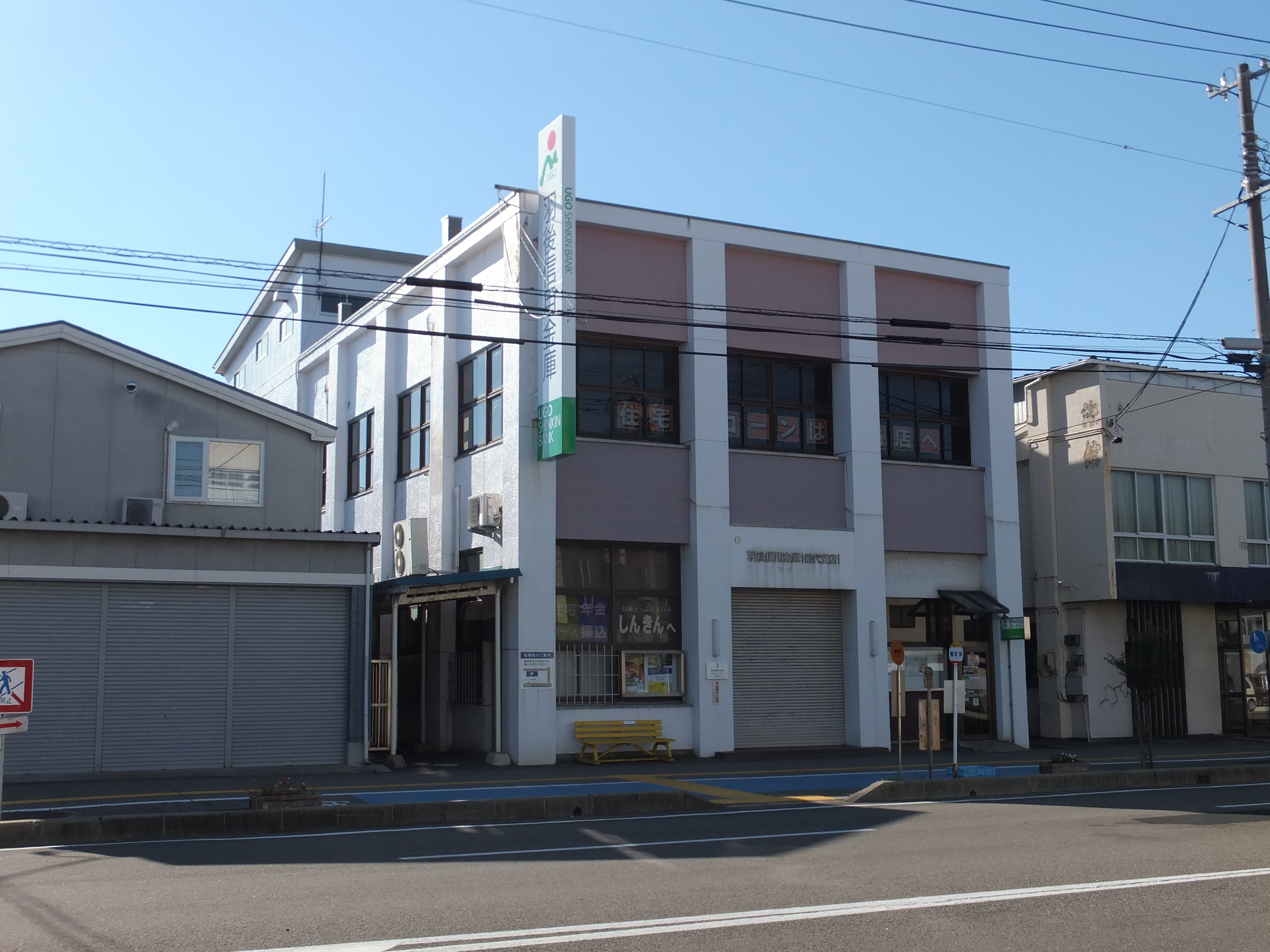
能代支店・能代南支店

## 不祥事
- 2019年9月 - 石脇支店の男性職員（20代）が、2017年7月12日から2019年9月25日の間、顧客より入金および保険料納付依頼分として受け取った現金170万7,500円を着服していた。金庫は男性職員を懲戒解雇処分とした[8]。